# Norma Phillips
Norma Phillips (Baltimore, Maryland, EUA, 1893 – Nova Iorque, Nova Iorque, EUA, 12 de novembro de 1931) foi uma atriz de teatro e de cinema estadunidense, que atuou na era do cinema mudo. Ficou conhecida, na época, como "Our Mutual Girl", devido à série semanal em 52 capítulos, lançada em 1914, na qual interpretava Margaret, “Our Mutual Girl”. A maioria dos filmes em que atuou foi produzida pela Reliance Film Company e distribuída pela Mutual Film Corporation.

## Dados biográficos

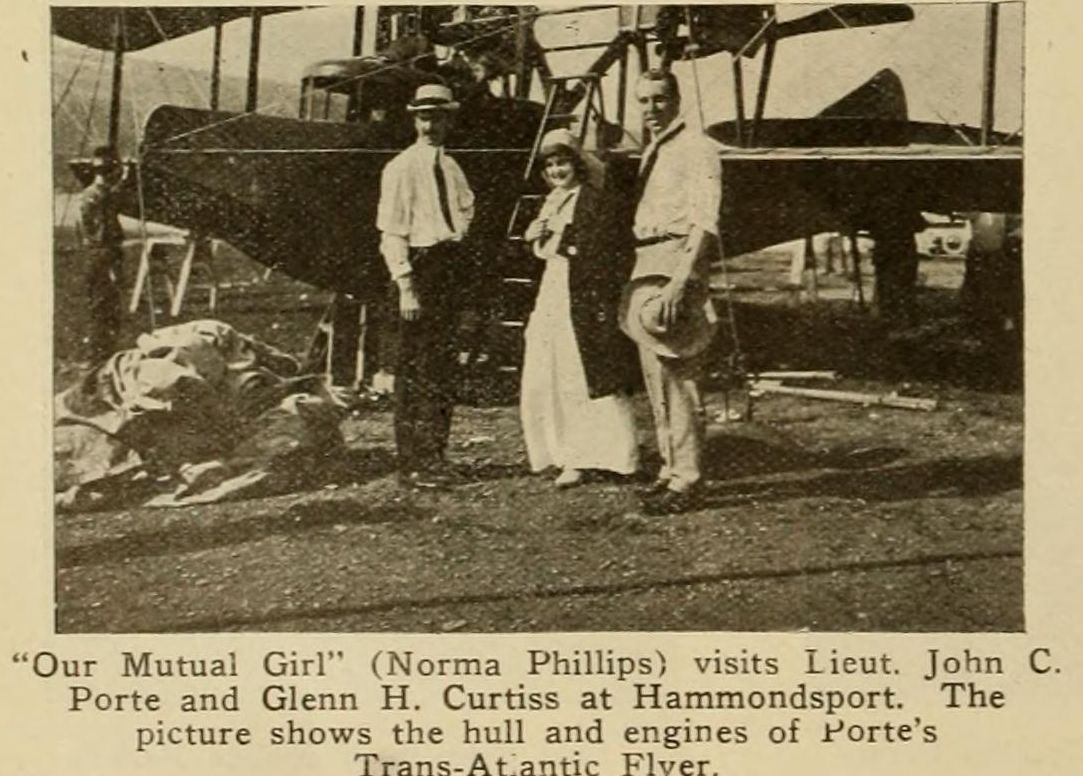
Moving Picture World. Nova Iorque: Chalmers Publishing Company, 22 de julho de 1914, p. 586. Recorte apresentando Glen Curtiss, Norma Phillips e John Cyril Porte.

Norma atuou no cinema e no teatro. Interpretou, entre 1912 e 1913, “Roly Poly”/ “Without the Law”, dois shows musicais apresentados juntos, e em 1917 e 1918, o musical “Odds and Ends of 1917”. Ela atuou, também, na produção original de "Love’s Call", em 1925, ao lado do marido, Robert Glecker. 
Contratada da Reliance Company, alguns dos filmes mudos em que Norma atuou foram “Ashes” e "The Glow Worm", em 1913. Seu maior sucesso, no entanto, foi a série “Our Mutual Girl”, lançada em 1914 pela Reliance Company e Mutual Film Corporation, e que lhe valeu o apelido de “Our Mutual Girl”. Foi referida várias vezes nas revistas de cinema, tais como a “Motion Picture World”, dos Estados Unidos, que em 5 de setembro de 1913 noticiava "Norma Phillips; Leading Woman with the Reliance Company"; em 27 de dezembro de 1913, "Mutual Girl Series"; e em 31 de janeiro de 1914, "Mutual Girl Entertains Broadway".
Foi casada a partir de 1920 com o ator Robert Gleckler, de quem se divorciou em 1929.
Norma morreu de câncer aos 38 anos, em 12 de novembro de 1931, no Lutheran Hospital, e está sepultada no Kensico Cemetery, em Nova Iorque. A revista Variety, em 17 de novembro de 1931, noticiou: "Norma Phillips Dies; Was 'Mutual Girl".

## A Série “Our Mutual Girl”
A série “Our Mutual Girl” foi uma produção única e diferente de qualquer outra. Produzida pela Reliance Film Company e distribuída pela Mutual Film Company, não chegava a ser seriado, nem noticiário, nem propaganda, mas combinava elementos dos três. Foi apresentada em 52 episódios, um por semana, durante um ano, entre 13 de janeiro de 1914 e 11 de janeiro de 1915. A heroína enfrentava vilões, visitava os pontos turísticos de Nova Iorque, encontrava-se com celebridades teatrais e políticas, e falava sobre moda íntima em lojas famosas. Concomitantemente, a Mutual lançou uma revista semanal, a “Our Mutual Girl Weekly”, que oferecia histórias originais, notícias de moda, dicas domésticas e outras informações para o público feminino.

## Filmografia
| 1917                                 |                                  |                                                                  |                                                     |                                                        |
| Forget-Me-Not                        | Peerless Productions, World Film | Emile Chautard                                                   | Rose Verney                                         |                                                        |
| 1915                                 |                                  |                                                                  |                                                     |                                                        |
| Runaway June                         | Reliance Film Company            | Oscar Eagle                                                      | June Moore                                          | seriado em 15 capítulos                                |
| 1914                                 |                                  |                                                                  |                                                     |                                                        |
| And So They Lived Happily Ever After | Reliance Film Company            |                                                                  |                                                     | Curta-metragem                                         |
| Our Mutual Girl                      | Reliance Film Company            | Oscar Eagle, Lawrence B. McGill, John W. Noble , Walter Stanhope | Our Mutual Girl/ Margaret                           | Série em 52 episódios.                                 |
| 1913                                 |                                  |                                                                  |                                                     |                                                        |
| The Disguise                         | Reliance Film Company            |                                                                  |                                                     | Curta-metragem                                         |
| The Clown's Daughter                 | Reliance Film Company            |                                                                  | Madge, a esposa de Clown/ a filha de Clown (adulta) | Curta-metragem. A história foi escrita por Marie Layet |
| The Glow Worm                        | Reliance Film Company            |                                                                  | Electra                                             | Curta-metragem                                         |
| The Social Secretary                 | Reliance Film Company            |                                                                  |                                                     | Curta-metragem                                         |
| The Girl Spy's Atonement             | Reliance Film Company            |                                                                  |                                                     | Curta-metragem                                         |
| Below the Deadline                   | Reliance Film Company            |                                                                  | Rose Grogan – filha de Mike                         | Curta-metragem                                         |
| Ashes                                | Reliance Film Company            | Oscar Apfel                                                      | Belle                                               | Curta-metragem                                         |